# Jeff Lemire
Jeff Lemire (Essex, 21 marzo 1976) è uno scrittore e fumettista canadese.
Nato e cresciuto in una fattoria nella Contea di Essex (Ontario), è un appassionato di fumetti sin da bambino. Nel 2005 debutta come autore e disegnatore di Lost dogs, opera che gli vale un premio Xeric. Il successo arriva nel 2008 con il graphic novel Essex County che in Canada viene dichiarato uno dei romanzi canadesi essenziali del decennio. Jeff attira anche l'attenzione dei grandi editori americani quali la DC Comics per la quale realizza opere sia per l'etichetta Vertigo (The Nobody, Sweet Tooth), sia per alcuni dei personaggi supereroistici più famosi quali Superboy, Green Arrow e Animal Man. Nel 2012, in contemporanea agli altri progetti, ha pubblicato The Underwater Welder, un nuovo graphic novel, con la casa editrice Top Shelf. Il suo primo incarico regolare per la Marvel Comics è come autore dei testi della serie All-New Hawkeye distribuita a marzo 2015. Nel 2021 inaugura una Newsletter per la piattaforma Substack, piattaforma leader della distribuzione in digitale su abbonamento di pubblicazioni giornalistiche, letterarie, saggistica e fumetti. Nel 2022 firma un contratto in esclusiva per Image Comics per quanto riguarda la pubblicazione delle sue opere in forma cartacea.
L'artista e storyteller che più influenza l'opera di Jeff è David Lynch, di cui apprezza la capacità di raccontare l'ambiguità e mistero che si nasconde dietro l'apparente normalità dell'esistenza. Altri autori che lo ispirano sono Moebius e Terry Gilliam.

## Carriera
Inizialmente Jeff frequenta una facoltà universitaria di cinema ma quando manca poco alla laurea decide di abbandonare. La decisione scaturisce dall'essersi reso conto che vuole diventare uno scrittore e disegnatore di fumetti. Gli autori da cui è più influenzato in questa fase sono Paul Pope, Jeffrey Brown e Jason Lutes, ma la sua ossessione ricade sulle opere dell'artista Dave McKean, in particolare Cages. Per imparare il mestiere decide di imporsi di disegnare tutti i giorni anche se questo significa non aver tempo neppure per dormire. Nei primi anni duemila (fino al 2003) lavora ad un'opera di genere fantascientifico-horror dal titolo Soft Malleable Underberlly. Gli dedica molto tempo e la ricomincia tre o quattro volte per poi abbandonare il progetto insoddisfatto. In questo periodo lavora come cuoco a Toronto facendo i turni di notte in un locale chiamato La Hacienda in Queen Street West e vive in un piccolo locale con la donna che diventerà sua moglie. Si lamenta che in quel periodo beveva molti alcolici, dormiva poco e non riusciva a creare un'opera che valesse la pena mostrare agli altri. La sua carriera sembra arenarsi, le sue capacità narrative e il suo stile di disegno non gli sembrano all'altezza di un fumettista professionista. Jeff confessa di aver disegnato fumetti ogni giorno nei cinque anni precedenti alla sua prima pubblicazione ma ne uscivano fumetti (a sua detta) terribili. Nonostante questo non demorde e capisce di non avere la capacità di realizzare tavole fotorealistiche e quindi si dedica a sviluppare un suo stile. Intuisce che il suo punto di forza sta nel creare storie d'atmosfera ed emozioni.

### Debutto (2003-2005)

Copertina del graphic novel "Cani Smarriti", Edizione Panini Comics.

Nel momento di difficoltà per Jeff arriva la lettura del libro Capire il fumetto di Scott McCloud e sul sito dell'autore apprende della sfida 24-Hour Comic. Si tratta di creare un fumetto di almeno 24 pagine in sole 24 ore. Jeff ci prova con entusiasmo, lavorandoci per 10 ore consecutive senza mai smettere ma poi crolla. Ha ottenuto però un risultato: ha disegnato le prime 10 pagine di quella che sarà il suo primo graphic novel, cioè Cani Smarriti. Quelle prime tavole, anche se realizzate in maniera grossolana e quasi dilettantesca, gli piacciono e nel successivo mese porta a compimento quest'opera che vede come protagonista un marinaio dalla forza immensa ma incapace di difendere la propria famiglia o controllare il suo destino. Il titolo originale è Lost Dogs (da cui il titolo Cani Smarriti della versione italiana della Panini Comics). Ora servono i fondi per pubblicare l'opera e l'artista canadese partecipa con Lost Dogs al concorso Xeric, ideato da Peter Laird (leggenda dei comics underground e creatore delle Tartarughe Ninja). Alla manifestazione si selezionano due opere di autori sconosciuti per finanziarne la pubblicazione con $5000 (cinquemila dollari). Jeff vince e nell'autunno del 2005 ha modo di pubblicare una prima tiratura di 700 copie di Lost Dogs sotto l'editore Ashtray Press. Si tratta del debutto con un'opera originale per Jeff Lemire.

### Affermazione (2006-2009)

Copertina de "Il Saldatore Subacqueo", disegnata da Jeff Lemire, edizione italiana Panini Comics

In questo periodo inizia una proficua collaborazione con la casa editrice indipendente Top Shelf Productions. Questa gli dà la possibilità di scrivere e disegnare la trilogia di racconti che va poi a comporre il graphic novel Essex County, opera celebrata in Canada come uno dei 5 romanzi più importanti del decennio (dal 2000 al 2009) e acclamata da pubblico e critica anche a livello internazionale. L'opera è ambientata in una versione immaginifica della contea dell'Ontario dove l'autore è vissuto, un'ambientazione evocativa ed agreste dove dominino campi, boschi e fiumi, che portano il lettore lungo un percorso della memoria costituito da dolore, segreti e riconciliazione. L'edizione definitiva The Complete Essex County viene distribuita in numerosi paesi tra cui anche l'Italia tramite Panini Comics. Jeff riceve diversi premi tra cui lo Shuster Award come migliore cartoonist nel 2008. In questo periodo inizia anche lo sviluppo del successivo graphic novel The Underwater Welder che però va incontro a ritardi di realizzazione dovuti ai numerosi incarichi che Jeff comincia a ricevere. Difatti l'artista canadese è ormai corteggiato anche dalle grandi majors dei comics statunitensi e nel 2009 arriva a firmare un contratto esclusivo quinquennale con la DC Comics. Questo gli permette di raggiungere la stabilità economica e di mettersi a confronto con alcuni dei personaggi supereroistici più celebri al mondo. Da notare che il suo legame con la Top Shelf non si interrompe in quanto la casa editrice si occupa della riedizione di Cani Smarriti e della sua distribuzione a livello internazionale. L'edizione italiana della Panini è una versione della pubblicazione Top Shelf e non di quella originale della Ashtray. Nel 2012 si incarica anche della pubblicazione di The Underwater Welder (edita da Panini come Il saldatore subacqueo).
Se si guardano le opere di questa prima fase sembra che Jeff non sia interessato al genere supereroistico, ma in realtà non è così. Infatti è nel 2007 che comincia a elaborare la storia che sfocerà nella serie Black Hammer, pubblicata nel 2015 dalla Dark Horse Comics. La vicenda ruota intorno ad un gruppo di supereroi che in seguito ad una crisi del multiverso sono cancellati dall'esistenza e si ritrovano a vivere in una fattoria bloccata in un limbo temporale. Evidenti sono i riferimenti alla Justice League e/o Justice Society e ai continui eventi cosmici (chiamati Crisis) che li portano a subire processi di retcon che ne rivedono o cancellano la continuity e quindi la loro stessa esistenza nello spazio-tempo dove sono stati creati. In questo caso Jeff ci presenta una sua versione di questi supereroi abbandonati e li mette in un contesto rurale molto simile a quello visto nel romanzo grafico The Essex County, che sta sviluppando proprio in questo periodo. Vi è un riferimento al tema supereroistico anche in Essex County in quanto nella storia d'apertura Tales from the Farm si vede un ragazzino che prende un fumetto di supereroi da un espositore presso una stazione di benzina e indossa una maschera e mantello, indumenti tipici del genere. La sua passione per i supereroi porta il personaggio a scrivere e disegnare un suo fumetto intitolato Heroes and Villains. Questo stesso ragazzino compare poi in una tavola del graphic novel Il saldatore subacqueo, vestito da supereroe come in Essex County, ma si tratta solo di una comparsa e non ci è dato sapere se sia lo stesso personaggio. In ogni caso l'interesse per i supereroi è da sempre presente in Jeff e questo emergerà prepotentemente nei suoi successivi lavori per DC Comics, Marvel Comics e Valiant Entertainment.

### Il periodoDC Comics(2009-2014)
Dopo il successo di critica ottenuto nel fumetto indipendente, Jeff arriva a firmare un contratto esclusivo con la statunitense DC Comics, casa editrice celebre per icone del genere supereroistico quali Superman, Batman e Wonder Woman. Il contratto è quinquennale e si estende dalla fine del 2009 agli ultimi mesi del 2014. Questo gli permette di cimentarsi con personaggi di proprietà della DC ma anche di sviluppare progetti creator-owned tramite l'etichetta Vertigo. Sono infatti per questo imprint che escono le prime opere distribuite dalla DC per l'autore canadese. Si tratta del graphic novel The Nobody (del 2009) e della serie Sweet Tooth. Quest'ultima è l'opera più duratura prodotta dall'autore e si dipana per un periodo di oltre tre anni per un totale di 40 numeri. Nel 2010 comincia anche a cimentarsi su personaggi di proprietà dell'editore. Gli viene infatti assegnato il ruolo di scrittore per la quinta serie dedicata a Superboy, su cui rimane per 11 numeri con un prologo pubblicato sulla prestigiosa Action Comics. Contemporaneamente lavora ad una storyline per il personaggio di Atomo II (nella sua versione Silver Age come Ray Palmer). La storia si intitola Nucleus e inizia con lo speciale Brightest Day: The Atom Spacial per poi continuare sulla storica Adventure Comics (tra il n. 517 e il n. 521) e concludersi con l'albo speciale Giant-Size Atom n. 1 (del 2011).
Nel 2011 Jeff si ritrova coinvolto nell'ambizioso progetto della nuova dirigenza (capitanata dal nuovo presidente Diane Nelson) di rilanciare le serie dell'universo DC dal n. 1, operando un reboot di tutti i personaggi, riscrivendo quindi la loro storia e continuity. Questo vale anche per personaggi iconici quali Superman, Batman, Wonder Woman. Le serie che ripartono dal n. 1 sono 52 e il progetto prende infatti il nome The New 52 (cioè I nuovi 52). A Jeff sono affidati i testi di due serie, si tratta di Animal Man e Frankestein: Agent of S.H.A.D.E. (entrambe con data di copertina novembre 2011 e distribuite rispettivamente il 7 e il 14 settembre). Si tratta di due serie relativamente minori (in termini di popolarità e vendite) ma per quanto riguarda Animal Man, Jeff deve confrontarsi con l'acclamato ciclo di storie di Grant Morrison, con il quale venne lanciata la prima serie del personaggio tra fine anni ottanta e primi anni novanta. Il suo lavoro soddisfa i redattori DC e mantiene le redini della testata per 29 numeri (fino al 2014). Dal 2012 gli vengono affidate altre due serie di The New 52: una sulla Justice League (Justice League Dark dal n. 9 al n. 23) e quella su Green Arrow. La proposta per quest'ultima arriva dal redattore e responsabile creativo Dan DiDio nel luglio 2012, poco dopo la partecipazione di Jeff al Comic-Con di San Diego. L'autore non si sente particolarmente attratto dal personaggio ma poi accetta, sedotto dall'idea di scrivere una serie di genere crime con un eroe che combatte per le strade, ispirandosi (nelle tematiche) alla versione di Mike Grell, cioè quella delineata nella serie post-Crisis (dopo il 1986) e attingendo al corso di storie di Dennis O'Neil su The Question di fine anni ottanta e i primi anni novanta. Il titolo su Green Arrow è una serie su cui la DC punta molto in questo periodo data la messa in onda della serie televisiva Arrow sul canale The CW, basata proprio sul personaggio di Oliver Queen (il Freccia Verde originale) e che ha riscosso notevole successo anche in Italia. Jeff ne scrive le storie tra il 2013 e il 2014 (dal n. 17 al n. 34). Il lavoro svolto sull'arciere della DC ha particolarmente impressionato anche i vertici della Marvel dal momento che nel 2015 lo chiamano a realizzare le storie della loro versione di Green Arrow, ovvero l'arciere Hawkeye. La serie si intitolerà All-New Hawkeye e segue l'acclamato (e pluripremiato) ciclo di storie di Matt Fraction.
Durante il suo incarico alla DC, Jeff si trova spesso a gestire personaggi pubblicati precedentemente (prima del 2011) dalla linea Vertigo. Oltre ad Animal Man e i membri della Justice League Dark, ha modo anche di lavorare ad un crossover con la serie Swamp Thing (dal titolo Rotworld) e nel 2013 gli viene affidato il lancio della serie Costantine. Il protagonista è John Constantine, la cui serie Hellblazer è stata una delle più longeve della storia Vertigo. Jeff ha però anche modo di cimentarsi con le icone della casa editrice anche se solo con storie sporadiche e autoconclusive. Infatti realizza testi e disegni per una storia su Superman (intitolata Fortress) e i testi per una storia in bianco e nero pubblicata sulla prestigiosa serie antologica Batman Black & White. La stima per l'autore da parte della DC si evidenzia quando gli affida i il compito di scrivere la storia per un graphic novel originale ambientato sulla terra alternativa denominata Terra Uno. In questo universo si vuole dare un approccio nuovo ai supereroi lasciando liberi gli autori ed artisti di dare la loro interpretazione dei più importanti personaggi dell'universo DC. Il progetto è iniziato nel 2010 e finora sono stati coinvolti scrittori del calibro di J. Michael Straczynski (su Superman Terra Uno) e Geoff Johns (su Batman Terra Uno). Al 2013 insieme a loro è stato scelto proprio Jeff Lemire per creare il primo supergruppo di Terra Uno, cioè i Teen Titans.

### Il ritorno al fumetto indipendente e come freelancer (dal 2015)
(Stefano Feltri, in Anteprima Extra.)
Scaduto il contratto che lo ha legato alla DC Comics, Jeff firma per lavorare alla Marvel Comics. Non su tratta però di un contratto in esclusiva ma l'autore può anche tornare a produrre opere per editori del mercato indipendente. Alla Marvel Comics gli riconoscono le capacità di gestire personaggi iconici per il gruppo e per questo gli viene affidata una serie dell'universo mutante dal titolo Extraordinary X-Men. L'opera con cui debutta per il nuovo editore è però quella legata al personaggio di Hawkeye, un arciere simile al supereroe Green Arrow per cui ha scritto diverse storie alla DC. Il compito non è semplice perché Occhio di Falco è reduce dal ciclo di storie di Matt Friction e David Aja che hanno trasformato l'arciere Clint Barton in un personaggio acclamato da critica e pubblico. Ormai non si tratta più di un personaggio di secondo piano dell'universo Marvel ma è diventato un'icona del genere grazie anche al suo coinvolgimento nei film degli Avengers, interpretato dall'attore Jeremy Renner. In aggiunta alla difficile gestione di Occhio di Falco, all'autore canadese viene affidata l'ambiziosa serie regolare Old Man Logan, sequel di una delle più celebri saghe di Wolverine, realizzata in origine da Mark Millar e ora opzionata per il terzo film sul mutante dallo scheletro di adamantio. Alla data di uscita (gennaio 2016) è, tra l'altro, l'unica serie regolare con protagonista Wolverine/Logan in quanto la serie regolare All-New Wolverine vede come protagonista Laura Kinney, anche conosciuta come X-23. Nel corso del 2016 Jeff riceve anche il compito di rilanciare Moon Knight con una nuova serie che parta dal n. 1 (per l'ottava volta nella sua storia editoriale). Anche in questo caso il confronto col recente passato è problematico in quanto la precedente serie, ovvero Moon Knight (Vol.7) ha visto ai testi Warren Ellis con un ciclo di storie capace di rivitalizzare il vigilante incappucciato della Marvel Comics. I titoli Marvel assegnati a Lemire come scrittore godono di un notevole successo e nei dati di vendita del luglio 2016 la serie Old Man Logan (giunta al n. 8) è la serie mutante più venduta della casa editrice (a parte i titoli dedicati a Deadpool), mentre quella del gruppo Extraordinary X-Men (giunta al n. 12) vende più copie degli altri titoli dedicati ai gruppi mutanti quali Uncanny X-Men e All-New X-Men. La nuova serie Moon Knight (giunta al n. 4) supera in copie vendute quelle dei titoli dedicati a personaggi storici quali Capitan America, Hulk, Capitan Marvel e la Vedova Nera.
Nel 2016 ha collaborato con il musicista canadese Gord Downie. Jeff ha realizzato un graphic novel di 96 pagine allegato all'album Secret Path, realizzato da Downie come solista. Si tratta di un concept album composto da 10 canzoni che racconta la storia di Chanie Charlie Wenjack, un ragazzo di 12 anni morto in un incidente il 22 ottobre 1966. Chanie era un nativo americano della tribù Ojibway (il cui territorio è stato diviso tra Canada e Stati Uniti) ed era fuggito dal suo istituto scolastico per percorrere 400 miglia e tornare nella sua terra natia. Con il suo contributo al progetto di Downie, Lemire vuole rendere noti i torti e le ingiustizie perpetrate dal governo canadese nei confronti delle tribù indigene incorporate nel suo territorio.

Copertina del volume "Black Hammer: l'era del terrore Parte 1". Disegno di Dean Ormston. Edizione italiana BAO Publishing.

Nell'arco del 2017 dichiara di cominciare a provare una certa stanchezza nel dedicarsi ai fumetti dei supereroi, genere su cui lavoro ininterrottamente dal 2010 (per DC e Marvel). Ospite a Lucca Comics & Games del 2017 si dice pronto a dedicarsi maggiormente ai suoi lavori creator-owned, cioè alle opere da lui create e distribuite solitamente da case editrici indipendenti. Con questo non rinnega il suo amore per i supereroi e infatti continuerà a realizzare alcuni progetti per le Big Two ed è deciso a sviluppare l'universo fumettistico supereroistico da lui creato con la serie regolare Black Hammer, distribuita dalla Dark Horse Comics. La serie viene acclamata dalla critica e gli vale un Eisner Award come miglior nuova serie, dal 2017 in poi genera inoltre diversi spin-off. Lemire vuole creare un Black Hammer Universe in cui proporre una sua versione del genere supereroistico passando da dinamiche narrative tipiche della Silver Age fino ad arrivare ad una visione più cupa e revisionista di quello che è il fumetto mainstream statunitense. Nel 2019, a consacrare questo nuovo universo narrativo arriva l'intercompany crossover con l'iconico team della Justice League of America della DC. Nell'intervista rilasciata a Lucca descrive la sua giornata di lavoro suddivisa in due fasi: durante il giorno si dedica alla serie di cui sta realizzando sia testi che disegni (in questo periodo è Royal City) mentre la sera si dedica alle serie in cui riveste solo il ruolo di scrittore (circa cinque). In questo modo in una giornata lavorativa arriva a dedicarsi a 6 albi differenti, ciò che prende più tempo è la serie in cui si deve occupare di testi, disegni e spesso anche colori. Tutto questo però gli viene naturale e non deve mai forzare nulla, cerca di seguire il flusso, cercando di non riflettere troppo su quello che sta scrivendo o disegnando. Osserva però che quando lavori per la Marvel o la DC Comics deve sempre rendere conto agli editor e alla continuity dei rispettivi universi fumettistici e quindi la libertà creativa ne risente. Per esempio quando ha assunto l'incarico di scrittore di alcune serie degli X-Men, alcune storylines erano già delineate e questo è limitante. Ci possono essere però delle eccezioni e questo è successo con la serie Moon Knight (i 14 numeri del Vol.8) dove ha avuto piena libertà e che Jeff considera la sua opera migliore per la Marvel.
Nel 2018 torna a lavorare su una serie regolare della DC dopo quasi tre anni. Si tratta del titolo The Terrifics, incentrato su un nuovo supergruppo formato da Mr.Terrific, Metamorpho, Plastic Man and Phantom Girl. La serie rientra all'interno di un nuovo e ambizioso progetto denominato The New Age of Heroes. Il fine dell'editore è di lanciare o rinnovare diversi personaggi nel suo universo narrativo, cercando di proporre nuove idee dopo l'ennesimo "rimpasto" della continuity con gli eventi del progetto DC Rebirth. Lemire ha l'arduo compito di portare all'interno della continuity della DC il personaggio cardine dell'etichetta America's Best Comics, fondata da Alan Moore nel 1999. La prima impresa dei Terrifics è infatti quella di scoprire che fine abbia fatto Tom Strong. Fino ad ora l'universo narrativo del pluripremiato Alan Moore era stato separato dal DC Universe. Nel 2019 gli vengono commissionate dalla DC due miniserie per l'imprint DC Black Label, creato nel 2018 e indirizzato ad un pubblico adulto. L'etichetta è stata espressamente creata per dare ai migliori artisti e autori la possibilità di realizzare opere sugli iconici personaggi della casa editrice senza dover rispettare la continuity principale delle altre serie, avendo inoltre maggior libertà creativa e potendo affrontare tematiche mature. La prima miniserie "Black Label" di Lemire si intitola Joker: Killer Smile (che debutta a ottobre 2019) per i disegni di Andrea Sorrentino, con il quale ha già lavorato su Green Arrow (per DC), Wolverine (per la Marvel) e, nel corso del 2019 Gideon Falls in pubblicazione presso la Image Comics. La seconda opera è una miniserie in 4 parti sul personaggio The Question e vede ai disegni Denys Cowan e Bill Sienkiewicz, distribuita dal novembre 2019. Lemire confessa di volersi ispirare al ciclo di storie sul personaggio di Dennis O'Neil, pubblicato negli anni ottanta. Ne vuole infatti essere un sequel diretto, accantonando le storie pubblicate nei decenni successivi. L'autore canadese afferma che si tratta di un progetto che sognava da tempo e la collaborazione con due leggende dei comic quali Cowan e Sienkiewicz ne aumenta il valore in quanto sono artisti a cui spesso si è ispirato. Con The Question vuole espandere la mitologia del personaggio, ma nel rispetto di quanto fatto da Steve Ditko e Dennis O'Neil. Vi è inoltre la necessità di introdurre una nuova nemesi che contribuisca a ridefinire l'eroe senza volto.
Nel 2020 Lemire si cimenta anche con progetti non legati direttamente al suo impegno nel mondo dei comic, illustra e co-dirige il video musicale della canzone Matter of Time di Eddie Vedder, leader del gruppo Pearl Jam. Uscita il 17 novembre, il brano serve a sensibilizzare e raccogliere fondi sull'epidermolisi bollosa, malattia probabilmente di origine genetica caratterizzata dalla fragilità della cute. Oltre al ruolo di co-regista insieme a Matt Finlin, l'artista canadese illustra le parole del testo con disegni poetici e tinture acquerellate. La clip si struttura raffigurando figure ricoperte di bendaggi la cui fasciatura scivola via andando a formare un'elica che ricorda il DNA e libera i protagonisti dalla malattia.
Durante il suo primo periodo come autore per la Marvel (2015-2017), Lemire aveva chiesto ad Axel Alonso di poter scrivere le storie della serie su Hulk. Sarebbe stato il personaggio sul quale desiderava maggiormente cimentarsi ma non è stato possibile. Lemire dichiara di aver avuto delle buone idee sulla direzione da dare alle vicende del Gigante di Giada. L'occasione di realizzarne una storia avviene solo nel 2020. Si tratta dell'albo unico Immortal Hulk: The Trashing Place, disegnato Mike Del Mundo. A questo punto però ammette che non vorrebbe di certo prendere in mano la serie una volta finito il ciclo di Al Ewing (iniziato nel 2018). Infatti l'autore de L'Immortale Hulk ha riportato il personaggio alle sue componenti iniziali rendendolo nuovamente una creatura spaventosa e sinistra. Lemire avrebbe intrapreso una strada simile anche se, dalla storia realizzata con Del Mundo si evince come l'autore canadese senta la nostalgia di un Bruce Banner che vaga per lo zone rurali della provincia americana, affrontando gli aspetti più oscuri e nascosti dell'American Dream.

### Gli anni duemila e venti (dal 2020)

#### Nuovi progetti e canali di distribuzione (dal 2021)
Jeff Lemire inizia il secondo decennio del nuovo secolo come autore acclamato da critica e lettori e ricercato da diverse casi editrici. I suoi progetti vertono però verso produzioni creator-owned, di cui può controllare i diritti e avere pieno controllo sull'opera creata. Fa eccezione la sua collaborazione con l'etichetta DC Black Label, imprint della DC Comics indirizzato ai lettori più adulti e che garantisce una maggior libertà creativa rispetto ai titoli principali dell'Universo DC. Jeff, lavorando su personaggi iconici quali Batman, Joker e il meno noto The Question, può comunque slegarsi dalla rigida continuity imposta ai titoli canonici DC creando fumetti più autoriali e non indirizzati principalmente ai lettori teenager. Il suo focus creativo è comunque indirizzato alle sue opere per case editrici indipendenti quali Dark Horse Comics e Image Comics (ma non solo). Per la prima continua il successo e l'espansione del Black Hammer Universe con nuovi titoli e l'apporto di diversi autori e artisti. Per la Image viene portato a termine l'acclamato titolo horror Gideon Falls con l'arista Andrea Sorrentino e Family Tree, altro titolo dello stesso genere creato con Phil Hester. La collaborazione con l'artista italiano Sorrentino si è ormai consolidata nel corso degli anni con opere su Green Arrow e Batman (per DC Comics) oltre a Gideon Falls e Primordial (per Image). Il sodalizio prosegue con il loro progetto più ambizioso, ovvero la creazione di un nuovo universo narrativo, pubblicato dalla Image, e che viene denominato The Bone Orchad Mythos. Il debutto avviene nel giugno 2022 con il graphic novel The Passageway. A questa seguono altri titoli diverso formato tra cui la miniserie Ten Thousand Black Fathers, distribuita da settembre 2022, il graphic novel Tenement (nel 2023) e altre opere tra cui anche serie regolari. Il progetto prevede la partecipazione di diversi autori ed artisti. Lemire assicura che ogni titolo può essere letto singolarmente ma ogni fumetto si va ad inserire nello stesso universo arricchendolo di storie e personaggi. Lemire ha quindi modo di usufruire dell'esperienza già iniziata anni prima (e in corso) con la creazione del Black Hammer Universe ma in questo caso non si tratta di un'opera revisionista del genere super eroistico ma un affresco narrativo di genere horror-fantasy. Nel 2021 Lemire annuncia di aver creato una newsletter per la piattaforma Substack la quale sarà il canale di distribuzione privilegiato per la pubblicazione di fumetti da lui creati. Substack (fondata nel 2017) è leader nell'offrire un servizio di newsletter a pagamento la cui rapida espansione è stata inizialmente favorita dalla crisi del settore giornalistico (tramite quotidiani e magazine). Presto ha attirato l'interesse di diversi scrittori e artisti del campo fumettistico, in seguito alla crisi del sistema di distribuzione (con la fine del monopolio della Diamond Comic Distributors), dei potenziali maggiori guadagni (Substack tiene solo il 10% degli introiti)  e dalla libertà creativa offerta dalla piattaforma. Da notare che tramite Substack non vi sono lunghi tempi di attesa tra la realizzazione dell'opera e la sua monetizzazione (in quanto su abbonamento) e non si dipende da nessun tipo di sovrastruttura editoriale/manageriale inevitabilmente necessaria per ogni tipo di casa editrice. Lemire ha dichiarato che la sua Newsletter è una sorta di «..."studio online", dove poter pubblicare nuovi fumetti ed una sorta di luogo dove poter condividere tutti i miei lavori...e offrire materiale esclusivo...un posto dove potrò condividere ogni step del mio processo creativo». Come opera di debutto su Substack, l'autore punta su un graphic novel che si propone di contenere l'intera "poetica fumettistica" sviluppata da Jeff nel corso della sua intera carriera. Il titolo è Fishflies Chapter One, da lui descritta come :«...il culmine di tutto ciò che ho fatto nel mondo del fumetto. Combina tutti i miei lavori migliori. Si pone accanto a Essex County in termine di toni e ambientazione ma ricorda alcuni aspetti di Sweet Tooth e Gideon Falls». Fishflies è inoltre l'opera più monumentale dopo Sweet Tooth a cui si dedica Lemire come autore completo (scrittore e disegnatore) e prevede la realizzazione di oltre 500 tavole, serializzate inizialmente su Substack. La seconda opera riguarda diverse storie brevi del Black Hammer Universe. Viene però presentata anche una storia di più ampio respiro dedicata al Colonnello Weird, scritta insieme a Tate Brombal e disegnata da Ray Fawkes. Da sottolineare che viene distribuita in anteprima esclusiva per gli abbonati alla newsletter di Substack e solo in seconda istanza verrà pubblicata in forma cartacea da Dark Horse Comics. L'iscrizione alla piattaforma Substack per aver accesso al canale di Jeff Lemire è di 7$ (sette dollari) al mese o 75$ (settantacinque dollari) l'anno stando all'offerta dell'agosto 2021. Con tale abbonamento si ha l'accesso alla versione digitale di ogni nuovo fumetto dell'autore, tutti i post settimanali dell'autore, immagini in anteprima sui nuovi progetti, la possibilità di accedere al Secret Store  con edizioni limitate dei suoi fumetti, albi con copertine alternative create esclusivamente per gli abbonati, 5 pagine settimanali della sua nuova opera Fishflies (via digital comics), storie inedite sul Black Hammer Universe e l'anteprima garantita per quanto riguarda tutti i suoi nuovi fumetti creator-owned.
Tra il 2020 e il 2021 Jeff è impegnato inoltre sulla scrittura delle sceneggiature dell'adattamento in serie tv di Essex Country. La produzione ha finito le riprese a settembre del 2022. Durante tale periodo Lemire ha potuto supervisionare l'adattamento della sua opera in un altro medium. L'impegno ha inevitabilmente rallentato il suo lavoro come fumettista. La dimostrazione più lampante sembrerebbe la realizzazione della miniserie di 3 albi Swamp Thing: Green Hell, realizzata per l'etichetta DC Black Label. Il primo albo è stato pubblicato nel dicembre 2021 e il secondo viene annunciato per il febbraio. Finora però (al 2023) non è stato distribuito. Il titolo ha ottenuto un grande successo con l'unico albo distribuito (il n.1) che ha necessitato di una seconda ristampa. Lo stesso tipo di ritardo è capitato per la limited-series Inferior Five realizzata con Keith Giffen per DC Black Label. Il primo albo è stato pubblicato nel novembre 2019 mentre l'ultimo (il n.6) è stato distribuito a giugno 2021 e solo come digital comic così come l'intera opera.

#### Contratto in esclusiva con Image (dal 2022)
Nel gennaio 2022 Lemire annuncia di aver firmato un contratto in esclusiva con la Image Comics, il più importante editore indipendente del mercato statunitense e terzo polo fumettistico dopo le due major Marvel/DC. Motiva la sua scelta per la professionalità e la libertà creativa che gli è stata garantita negli anni precedenti ogniqualvolta ha pubblicato le sue opere per la casa editrice di cui Todd McFarlane è Presidente. La prima opera ad essere pubblicata dopo la firma del contratto è Little Monsters, realizzata con Dustin Nguyen, disegnatore con il quale ha già pubblicato Descender e il sequel Ascender per Image. Lemire ha tra l'altro concluso il suo rapporto con DC Comics collaborando con lo stesso artista alla limited-series Robin and Batman per l'etichetta DC Black Label il cui ultimo numero viene distribuito l'undici gennaio 2022. Con tale data finisce un rapporto con l'etichetta DC Black Label che ha portato alla produzione di 6 opere autoriali e fuori continuity per l'etichetta più adulta e sofisticata della DC Dopo Little Monsters (per Image) comincia l'ambizioso progetto con Andrea Sorrentino per la creazione di un nuovo universo narrativo, ovvero il già citato The Bone Orchard Mythos, per il quale ha avuto pieno supporto dalla Image e un vasto gruppo di celebri autori e artisti. Bisogna sottolineare che esistono delle deroghe al contratto e riguardano gli impegni presi in precedenza con Dark Horse Comics e Substack. Per la prima Jeff Lemire continua a supervisionare lo sviluppo del Black Hammer Universe, franchise pluripremiato e acclamato da lettori e critica, divenuto fondamentale per la compagnia fondata da Mike Richardson. Per quanto riguarda Substack continua ad essere la piattaforma di riferimento per la distribuzione dei fumetti in digitale di Jeff Lemire e la quale gode di una speciale esclusiva sulla divulgazione in anteprima su numerose nuove opere dell'autore canadese. Quando però sono stampate e distribuite in forma cartacee la Image ne diviene il publisher di riferimento. La fiducia che l'autore ha su una futura divulgazione e incremento dei fumetti digitali o Digital Comics è dimostrata dal fatto che l'opera Snow Angels i cui disegni sono affidati a Jock ottiene già nel 2022 la vittoria agli Eisner Awards come miglior fumetto digitale, distribuito in anteprima mondiale su Comicxology Originals nel 2021. Il successo commerciale è dimostrato dal fatto che ne viene realizzato un sequel Snow Angels Season Two distribuito nello stesso anno e sempre disegnato da Jock. Continua inoltre lo sviluppo del nuovo universo narrativo sviluppato da Lemire e Sorrentino e denominato The Bone Orchad Mytohos. Il 14 settembre 2022 viene distribuito il primo albo della limited-series The Thousand Black Feathers di Lemire e Sorrentino. Si tratta della seconda opera relativa al nuovo ambizioso progetto dopo The Passageways. Lemire la descrive come una Dark Story (o "racconto oscuro") su dei giocatori di video games le cui vite nel mondo reale comincia ad essere condizionate e interconnesse nella terrificante storia di un videogioco. Si affronta così una tematica vicina a molti gamers la cui vita viene spesso dedicata in maniera eccessiva a videogiochi sempre più coinvolta in videogiochi che ne assorbono energie mentali ed emotive. A giugno del 2023 esce la terza storia di questo universo narrativo, ancora una volta realizzata dal duo Lemire-Sorrentino. Viene presentata come uno dei capitoli più essenziali e ambiziosi del progetto: una miniserie di 10 albi dal titolo Tenement. La storia si focalizza su 7 personaggi che risiedono nello stesso edificio e sono legati da oscuri segreti.
Tra il 2021 e il 2023 Lemire collabora con il fumettista canadese Matt Kindt per realizzare un graphic novel cartonato, disegni di David Rubin. Il titolo è Cosmic Detective che ruota intorno ad un investigatore che deve indagare sulla morte di un Dio. Il progetto viene finanziato grazie ad una raccolta di fondi tramite la piattaforma Kickstarter e trova poi il canale della distribuzione nel Direct Market attraverso un volume distribuito da Image Comics nel settembre 2023. Il progetto permette a Lemire di lavorare su un fumetto creator-owned insieme a Kindt sul quale afferma «...è stato uno dei miei più cari amici da quando sono nel mondo del fumetto e abbiamo già avuto delle collaborazioni ma mai su un progetto creator-owned per entrambi e con piena libertà creativa, permettendoci di dare spazio alle nostre idee più folli e motivarci a farlo divertendoci in un modo che non pensavamo possibile».

## Opere

### Prime pubblicazioni
- Ashtray nn. 1-2, (storia e disegni), serie antologica, Editore originale: Ashtray Press, 2003
- Lost Dogs, (storia e disegni), graphic novel, 2005. Editore originale: Ashtray Press, Edizione italiana: Cani Smarriti, Panini Comics, Modena, 2014
- Beowulf nn. 6-7, (storia e disegni), serie regolare, Editore originale: Speakeasy Comics, 2006
- The Fortress, (storia e disegni), strip (o striscia a fumetti) per la rivista canadese UR Magazine, 2006
- Bio-Graphical, (storia e disegni), strip per la rivista canadese Driven, 2006

### Top Shelf Productions
- The Complete Essex County, (storia e disegni), graphic novel che raccoglie i tre volumi Tales from the Farm (2008), Ghost Stories (2008), The Country Nurse (2009) e le due storie brevi Essex County Boxing Club e The Sad and Lonely Life of Eddie Elephant Ears, più materiale extra. Edizione definitiva USA: 2009, Edizione italiana: Essex County: I Fantasmi della Memoria, Panini Comics - Panini 9L, Modena, 2013
- Awesome 2: Awesomer, (storia e disegni della storia The Horseless Rider), volume antologico di autori indipendenti, 7 luglio 2009
- The Underwater Welder, (storia e disegni), graphic novel, 2012. Edizione italiana: Il saldatore subacqueo, Panini Comics - Panini 9L, Modena, 2013

### Vertigo
- The Nobody, (storia e disegni), graphic novel di 144pp., luglio 2009
- Sweet Tooth nn. 1-40, (storia e disegni), serie regolare (conclusa con il n. 40), 2009-2013
- House of Mistery n. 18, (storia e disegni), serie regolare (conclusa), dicembre 2009
- Strange Adventures, (autore dei testi e disegni per la storia Ultra the Multi-Alien: the Life and Death of Ace Arn), one-shot (albo antologico), luglio 2011
- Jonah Hex (Vol.2) n. 69, (disegni, storia di Justin Gray e Jimmy Palmiotti), serie regolare (conclusa), settembre 2011
- Ghosts, (disegni per la storia "Ghost-for-Hire", testi di Geoff Johns), albo antologico, dicembre 2012
- Time Warp n. 1, (disegni per la storia R.I.P., testi di Damon Lindelof), albo antologico, maggio 2013
- Trillium, (storia e disegni), miniserie di 8 numeri, ottobre 2013 - giugno 2014

### DC Comics
- Brightest Day: The Atom Special, (storia con disegni di Mahmud H. Asrar), albo unico, settembre 2010
- Action Comics n. 892, testi per "A look at things to come in...Superboy" (disegni di Pier Nicola Gallo), ottobre 2010
- Adventure Comics nn. 517-521, serie regolare con due storie per albo, testi per la storyline Nucleus con protagonista Atom/Ray Palmer, cioè Atomo della Silver Age, (disegni di Mahmud Asrar), ottobre 2010 - febbraio 2011
- Giant-Size Atom n. 1, (storia con disegni di AA.VV.), albo unico, maggio 2011.
- Flashpoint: Frankestein and the Creature of the Unknow nn.1-3, Jeff Lemire (testi) e Ibraimn Roberson (disegni), linited-series (conclusa), agosto-novembre 2011.
- Superboy (Vol.5) nn. 1-17, (storia con disegni di AA.VV.), serie regolare, novembre 2010 - ottobre 2011
- Animal Man (Vol.2) nn. 1-29, (storia con disegni di AA.VV.), serie regolare, novembre 2011 - maggio 2014
- Frankestein: Agent of S.H.A.D.E. nn. 1-9, (storia con disegni di AA.VV.), serie regolare, novembre 2011 - luglio 2012
- O.M.A.C. n. 5, (testi con Keith Giffen e Dan Didio, disegni di Keith Giffen), singolo albo in una serie, marzo 2012
- Lergends of the Dark Knight n. 1, disegni per "The Butler did It" con i testi di Damon Lindelof, albo unico, giugno 2012
- Men of War n. 18, (storia con Matt Kindt, disegni di Thomas Derenick), singolo albo in una serie, giugno 2012
- Animal Man Annual n. 1, (testi, con matite di Timothy Green Jr. e chine di Joseph Silver), albo annuale, luglio 2012
- Justice League Dark nn. 9-23, (testi con disegni di AA.VV.), serie regolare, luglio 2012 - ottobre 2014
- National Comics: Eternity n. 1, (testi, con matite di Cully Hammer e chine di Derec Donovan), albo unico, settembre 2012
- Swamp Thing (Vol.5) n. 12, (testi di Jeff Lemire e Scott Snyder, disegni di Marco Rudy, Dan Green e Andy Owens), albo crossover con Animal Man (Vol.2) n. 12 e facente parte della saga Rot World, ottobre 2012
- Animal Man n. 0, (testi con disegni di Steve Pugh), albo prequel, novembre 2012
- Justice League Dark n. 0, (testi con matite di Lee Garbett), albo prequel, novembre 2012
- Justice League Dark Annual n.1. (testi di Jeff Lemire e disegni di Mikel Janin), albo annuale, sequel di Justice League Dark n.13 (di cui conclude lo story-arc), dicembre 2012.
- Ghosts, rivista a ntologica di cui Lemire disegna la storia: Gosts-for-hire per i testi di Geoff Johns, dicembre 2011.
- Swamp Thing (Vol.5) n. 17, (testi di J.Lemire e S.Snyder, disegni di Andy Belanger), albo crossover con Animal Man (Vol.2) n. 17 e conclusione della saga Rot World, aprile 2013
- Green Arrow nn. 17-34, (storia con disegni di AA.VV.), serie regolare, aprile 2013 - ottobre 2014
- Adventures of Superman (Vol.2) n. 2, (storia e disegni), albo in una serie, maggio 2013
- Costantine nn. 1-4, (testi con Ray Fawkes e disegni di Renato Guides), serie regolare, maggio-agosto 2013
- Justice League of America nn. 6-7, (testi con Geoff Johns, disegni di AA.VV.), serie regolare, settembre-ottobre 2013
- Batman Black & White (2013) n. 2, (testi per la storia Writer's End, con disegni di Alex Nino), albo antologico, dicembre 2013
- Justice League United n. 0, (testi con disegni di Mike McKone), albo prologo alla serie regolare, giugno 2014
- Justice League United nn. 1-10 (storia, disegni di AA.VV.), serie regolare, luglio 2014 - maggio 2015
- The New 52: Futures End nn. 1-48, (testi con AA.VV., disegni di AA.VV.), serie settimanale (conclusa con il n. 48), luglio 2014 - giugno 2015
- Teen Titans: Earth One, (testi con matite di Terry Dodson, chine di Rachel Dodson e Cam Smith), graphic novel, novembre 2014
- Teen Titans: Earth One (Vol.2), (testi con disegni di Andy MacDonald), graphic novel, 10 agosto 2016
- Hawkman Foaund n. 1, (testi, con disegni di Bryan Hitch e Kevin Nowlan), albo unico, 20 dicembre 2017
- Young Monsters in Love n. 1, (testi di Lemire, Paul Dini, James Robinson, Steve Orlando, Mark Russell, Phil Hester & AA.VV., disegni di Guillem March-Frazer Irving-Kelley Jones & AA.VV.), albo unico antologico (Valentine's Day Special), 7 febbraio 2018.
- The Terrifics nn. 1-14, (testi di Lemire, matite di Ivan Reis, José Luis, Joe Bennett, Evan "Doc" Shaner, chine di Joe Prado & AA.VV.), serie regolare (in corso), 7 febbraio 2018 - maggio 2019.
- Inferior Five nn. 1-12, (testi di Lemire e Keith Giffen - disegni di Keith Giffen, Jeff Lemire e Michelle Delecki), limited-series, 18 settembre 2019 -in corso.
- Joker: Killer Smile nn. 1-3, (testi di Lemire e disegni di Andrea Sorrentino), miniserie per l'imprint DC Black Label, dal 30 ottobre 2019 - aprile/maggio 2020.
- The Question: The Deaths of Vic Sage nn. 1-4, (testi di Lemire, disegni di Denys Cowan e Bill Sienkiewicz), miniserie per l'imprint DC Black Label, 20 novembre 2019 - 25 agosto 2020.
- Batman: The Smile Killer n. 1, (testi di Lemire e disegni di Andrea Sorrentino), albo unico per l'imprint DC Black Label (epilogo a Joker: Killer Smile), maggio 2020.
- Green Lantern 80th Anniversary 100-Page Super Spectacular n.1, (testi di Jeff Lemire, James Tynion IV, Peter J. Tomasi, Geoff Johns & AA.VV. - disegni di Ivan Reis, Fernando Pasarin, Mike Grell & AA.VV.), albo unico, 23 giugno 2020.
- Sweet Tooth: The Return nn.1-6, (testi e disegni di Jeff Lemire), miniserie (conclusa), imprint DC Black Label, spin-off della serie Sweet Tooth pubblicata dalla Vertigo, 3 novembre 2020 - 13 aprile 2021.
- Robin & Batman nn.1-3, (testi di Lemire e disegni di Dustin Nguyen), miniserie di 3 albi, imprint DC Black Label, 9 novembre 2021 - 11 gennaio 2022.
- Swamp Thing: Green Hell nn.1-3, Jeff Lemire (testi) e Doug Mahnke (disegni), limited-series, imprint DC Black Label, 21 dicembre 2021 - 21 marzo 2023.

### Image Comics
- Outlaw Territory Volume 2, (autore dei testi e disegni per la storia A Coffin for Mrs.Bishell), volume antologico, febbraio 2011
- Descender nn. 1-32, (storia, disegni e co-creatore: Dustin Nguyen), serie regolare (conclusa), 4 marzo 2015 - 25 luglio 2018.
- Plutona nn. 1-5, (storia con Emi Lenox, disegni di Emi Lenox e Jeff Lemire), miniserie di 5 numeri, 2 settembre 2015 - 2016.
- A.D.: After Death nn. 1-3, (disegni di Lemire e storia di Scott Snyder), miniserie di 3 numeri, 23 novembre 2016 - 25 gennaio 2017.
- Royal City nn. 1-14, (testi e disegni), serie regolare (conclusa), 22 marzo 2017 - 22 agosto 2018.
- Gideon Falls dal n. 1, (testi di Lemire e disegni di Andrea Sorrentino), serie regolare, 7 marzo 2018 -in corso.
- Hit-Girl dal n. 5, (testi di Lemire e disegni di Eduardo Risso), serie regolare, 20 giugno -in corso.
- Ascender dal n. 1, (testi di Lemire e disegni di Dustin Nguyen), serie regolare, sequel di Descender, 24 aprile 2019 -in corso.
- Family Tree nn.1-12, (testi di Lemire, disegni di Phil Hester, Ryan Cody e Eric Gapstur), serie regolare (conclusa), 13 novembre 2019 - 2 giugno 2021.
- Geiger nn.1-6, (testi di Jeff Lemire - disegni di Gary Frank - colori di Brad Anderson), serie regolare, 7 aprile 2021 - 1 settembre 2021.
- The Silver Coin n.4, (testi e disegni di Michael Walsh, Jeff Lemire & AA.VV.), miniserie antologica di 5 albi, 14 luglio 2021.
- Primordial dal n.1, (testi di Lemire e disegni di Andrea Sorrentino), limited-series di 6 albi, 15 settembre 2021 -in corso.
- Geiger 80-Page Giant n.1, (testi e disegni di Geoff Johns, Gary Frank & AA.VV., supervisione di Jeff Lemire), albo antologico, spin-off della serie Geiger, imprint: Mad Ghost Comics, l'albo contiene una preview della nuova serie Junkyard Joe di Geoff Johns e Gary Frank, 24 novembre 2021.
- Little Monstres dal n.1, Jeff Lemire (testi) e Dustin Ngyen (disegni), serie regolare, dal marzo 2022.
- The Passageway, Jeff Lemire (testi) e Andrea Sorrentino (disegni), graphic novel, Prima pubblicazione del The Bone Orchard Mythos Universe, 15 giugno 2022.
- Ten Thousand Black Feathers nn.1-5, Jeff Lemire (testi) e Andrea Sorrentino (disegni), limited-series di 5 albi (conclusa), The Bone Orchard Mythos Universe, settembre 2022 - gennaio 2023.
- Phantom Road dal n.1, Jeff Lemire (testi) - Gabriel Hernandez, Walta & Jordie Bellaire (disegni), serie regolare, marzo 2023 -in corso.
- Bone Orchard: Tenement nn.1-10, Jeff Lemire (testi) - Andrea Sorrentino & Dave Stewart (disegni), limited-series, storia ambientata nell'universo The Bone Orchard Mythos 21 giugno 2023 -in corso.

### Valiant Entertainment
- The Valiant nn. 1-4, (testi con Matt Kindt, disegni di Paolo Rivera), miniserie di 4 numeri (conclusa), dicembre 2014 - 18 marzo 2015
- Bloodshot Reborn nn. 1-18, (testi, disegni di Mico Suayan, Raul Allen, Butch Guice, Tom Palmer, Lewis Larosa, Tomas Giorello), serie regolare (conclusa), 15 aprile 2015 - ottobre 2016.
- Book of the Dead: The Fall of Bloodshot n. 1, (testi, disegni di Doug Braithwaite), albo unico, 22 luglio 2015
- Bloodshot Reborn Annual 2016 n. 1, (testi con Ray Fawkes, Michel Fiffe, Benjamin Marra, Paul Maybury, disegni di Kano, R.Fawkes, B.Marra, P.Maybury), albo unico oversized, 23 marzo 2016
- 4001 AD - Bloodshot n. 1, (testi con disegni di Doug Braithwaite), albo unico, 8 giugno 2016
- Bloodshot U.S.A. nn. 1-4 (testi con disegni di Doug Braithwaite), miniserie, 26 ottobre 2016 - 25 gennaio 2017
- Bloodshot Reborn n. 0, (testi, disegni di Renato Guedes), albo unico, 22 marzo 2017
- Bloodshot Salvation nn. 1-12, (testi di Lemire con disegni di Lewis Larosa, Mico Suayan, Doug Braithwaite. Jeff Lemire realizza sia testi che disegni del n. 7), serie regolare (conclusa), settembre 2017 - ottobre 2018.

### Marvel Comics
- All-New Hawkeye (Vol.1) nn. 1-5, (testi, con disegni di Ramon Perez), serie regolare (conclusa), 4 marzo 2015 - 26 agosto 2015
- Extraordinary X-Men 1-20, (testi, con disegni di Humberto Ramos, Ken Lashley, Victor Ibanez), serie regolare (conclusa).
- All-New Hawkeye (Vol.2) nn. 1-6, (testi, con disegni di Ramon Perez), serie regolare (conclusa), 11 novembre 2015 - 20 aprile 2016
- Old Man Logan (Vol.2) nn. 1-24, (testi, con disegni di Andrea Sorrentino, Filipe Andrade, Eric Nguyen), serie regolare (in corso), 27 gennaio 2016 - 31 maggio 2017.
- Moon Knight (Vol.8) nn. 1-14 (testi, con disegni di Greg Smallwood), serie regolare (conclusa), 13 aprile 2016 - luglio 2017.
- Death of X, miniserie di 4 numeri, (testi di Lemire e Charles Soule, con disegni di Aaron Kuder), 5 ottobre 2016 - 23 novembre 2016.
- Thanos (vol.2) nn. 1-12 (testi di Lemire, disegni di Mike Deodato e AA.VV.), serie regolare (conclusa con il n. 18), gennaio 2017 - giugno 2018.
- IVX, acronimo per Inhumans vs X-Men, miniserie di 6, (testi con Charles Soule e disegni di Lainil Francis Yu), 14 dicembre 2016 - marzo 2017.
- The Sentry nn. 1-5, (testi, con disegni di Kim Jacinto e Joshua Cassara), serie regolare (conclusa con il n. 5), 27 giugno 2018 - 24 ottobre 2018.
- Moon Knight n. 200, (testi di Max Bemis, disegni di Paul Davidson, Jacen Burrows, Jeff Lemire, Bill Sienkiewicz), albo conclusivo della serie, dicembre 2018.
- Immortal Hulk: The Treshing Place n. 1, (testi di Lemire e disegni di Mike Del Mundo), albo unico, 29 aprile 2020.

### Dark Horse Comics
- Dark Horse Presents n. 22, Jeff Lemire realizza la storia The Witches of Mars, serie antologica, 18 maggio 2016.
- Black Hammer nn. 1-3, (testi di Lemire con disegni di Dean Ormston e David Rubín), serie regolare (conclusa), 20 luglio 2016 - settembre 2017.
- Sherlock Frankenstein & the Legion of Evil nn. 1-4, miniserie di 4 numeri, (testi di Lemire con disegni di David Rubin), 18 ottobre 2017 - 24 gennaio 2018.
- Doctor Star & The Kingdom of Lost Tomorrows: from the world of Black Hammer nn.1-4, miniserie di 4 numeri, (testi di Lemire con disegni di Max Fiumara), 7 marzo 2018 - 6 giugno 2018.
- Black Hammer: Age of Doom nn. 1-12, (testi di Lemire con disegni di Dean Ormston e Rich Tommaso), serie regolare (conclusa), sequel di Black Hammer, 18 aprile 2018 - 27 giugno 2019.
- Black Hammer: Cthu-Louise, (testi di Lemire e disegni di Emi Lenox, copertina alternativa di Jill Thompson), albo unico, 12 dicembre 2018.
- Black Hammer: Director's Cut, (testi di Lemire e disegni di Dean Ormston), albo unico: ristampa in alta risoluzione di Black Hammer n. 1 e contiene lo script originale di Lemire[33], 16 gennaio 2019.
- Black Hammer '45: From the World of Black Hammer nn. 1-4, miniserie (conclusa), (testi di Lemire e Ray Fawkes, disegni di Matt Kindt), 6 marzo 2019 - 5 giugno 2019.
- Black Hammer/Justice League of America nn. 1-5, (testi di Lemire e disegni di Michael Walsh), miniserie di 5 numeri (conclusa), realizzata in collaborazione con la DC Comics, 3 luglio 2019 - 13 novembre 2019[24].
- The World of Black Hammer Encyclopedia One-Shot, (testi di Lemire e Tate Brombal, disegni di Tyler Crook - David Rubin - Wilfredo Torres - Christian Ward - Tonci Zonjic - Matt Kindt - Emi Lenox & AA.VV.), albo unico, 10 luglio 2019[24].
- Berserker Unbound nn. 1-4, (testi di Lemire e disegni di Mike Deodato & the Junior), miniserie (conclusa), 7 agosto 2019 - 6 novembre 2019[34].
- Black Hammer - 3 for $1, (testi di Lemire e disegni di AA.VV.), albo unico che ripropone i numeri "1" di tre serie quali: Black Hammer (serie originale), Sherlock Frankenstein & the Legion of Evil (miniserie spin-off), e Quantum Age[35]. Sono tre storie che vengono proposte al prezzo economico di un dollaro (per un albo di 72 pp. a col.) e si tratta di un'operazione di marketing per favore l'approccio di nuovi lettori al Black Hammer Universe[35]. Distribuito il 6 novembre 2019[35].
- Skulldigger: from the world of Black Hammer nn. 1-6, (testi di Lemire e disegni di Tonci Zonjic), miniserie (conclusa), 18 dicembre 2019 - 24 febbraio 2021.
- Noir: A Collection of Crime Comics hc, (testi e disegni di: Jeff Lemire, Brian Azzarello, Ed Brubaker, Dean Motter, Chris Ouftutt, Alex de Campi, M.K.Parker, Paul Grist, Rick Geary, Ken Lizzi, Gary Phillips, Kano, Stefano Gaudino, Hugo Petrus, Joëlle Jones, Eduardo Barreto, Sean Phillips, Gabriel Bá, Fábio Moon), raccolta antologica in volume cartonato di 104 pagine in bianco e nero[36]. Lemire realizza testi e disegni di una delle 13 storie che lo compongono[36]. Data di distribuzione: 22 luglio 2020[36].
- Barbalien: Red Planet nn. 1-5, (testi di Tate Brombal su supervisione di Jeff Lemire, disegni di Gabriel Hernandez Walta), miniserie di 5 (conclusa), "origin story" di Barbalien dal Black Hammer Universe, 24 giugno 2020 - 24 marzo 2021[37].
- Colonel Weird: Cosmagog nn. 1-4, (testi di Lemire e disegni di Tyler Croock), miniserie di 4, "origin story" dall'Universo di Black Hammer, 28 ottobre 2020 - 27 gennaio 2021.
- Black Hammer Reborn dal n.1, (testi di Jeff Lemire e disegni di Caitlin Yarsky), serie regolare, sequel di Black Hammer: Age of Doom, 23 giugno 2021 -in corso.
- The Unbelievable Unteens nn.1-4, (testi di Jeff Lemire e disegni di Tyler Crook), limited-series di 4 albi (conclusa), side-story del Black Hammer Universe, agosto - novembre 2021.
- Mazebook nn.1-5, (testi e di disegni di Jeff Lemire), limited-series di 5 albi (conclusa), 8 settembre 2021 - 12 gennaio 22.
- Snow Angels Volume 1, (testi di Jeff Lemire e disegni di Jock), volume in formato brossurato (o Trade Paperback) che raccoglie i primi 4 albi della serie Snow Angels originariamente distribuita come "digital series" su ComiXology, data di distribuzione: 9 febbraio 2022.

### Boom!Studios
- Peanuts: A Tribute to Charles M.Schulz (hardcover edition), volume antologico di 144pp. pubblicato per celebrare il 65º anniversario dal debutto della comic strip dei Peanuts, creati da Charles M. Schulz, considerato uno dei più influenti cartoonist della storia[38]. Vi partecipano alcuni dei più grandi autori degli ultimi cinquant'anni reinterpretando i personaggi della celebre strip con sequenze inedite. Tra questi contribuisce anche Jeff Lemire[38]. L'opera è nominata all'Eisner Award del 2016 nella categoria Best Anthology[38]. Data di uscita della versione Hardcover (ovvero cartonata): 20 ottobre 2015, ISBN 9781608867141. Nell'ottobre del 2016 ne esce un'edizione Trade Paperback, con rilegatura in brossura e soft cover[38].

### Pocket Books
- Secret Path GN, graphic novel di 96 pagine allegata all'album di 10 canzoni composte da Gord Downie, gennaio 2017.

### Gallery 13
- Roughneck, (storia e disegni di Jeff Lemire), graphic novel di 272 pagine, edizione cartonata (Hardcover), aprile 2017. Distribuito per la linea editoriale "Gallery Books". In Italia  Niente da perdere, Bao Publishing, ISBN 978-88-6543-845-9
- Frogcatchers, (storia e disegni di Jeff Lemire), graphic novel di 96 pagine, edizione cartonata (Hardcover), settembre 2019. Distribuito per la linea editoriale "Gallery 13 Graphic Novel"[39].

### TKO Studios
- Sentient nn.1-6, (testi di Jeff Lemire, disegni di Gabriel Hernandez Walta), miniserie (conclusa), tutti gli albi che compongono l'opera vengono distribuiti contemporaneamente il 12 novembre 2019. Lo stesso giorno esce in versione digitale (come "digital series") e in una raccolta brossurata che contiene i 6 numeri.

## Vita privata
Vive in Canada a Toronto con sua moglie Lesley -Anne e suo figlio Gus, lo stesso nome con cui ha chiamato il protagonista della sua serie a fumetti Sweet Tooth. Quando era un teenager soffriva di frequenti mal di testa che lo colpiscono ancora adesso, ma più raramente. Questo disturbo della sua adolescenza lo si ritrova nel personaggio fumettistico Tommy Pike, uno dei protagonisti della serie Royal City, pubblicata dalla Image dal 2017.

## Premi e riconoscimenti
- Nel 2008 e 2013 ha vinto il Schuster Award come Best Canadian Cartoonist (o miglior fumettista canadese)[42]. Il premio è stato istituito in onore dell'artista canadese Joe Shuster (co-creatore di Superman insieme a Jerry Siegel) e si prefigge lo scopo di celebrare autori ed artisti canadesi che si sono contraddistinti nel campo dell'editoria a fumetti in Canada e nel resto del mondo[43]. Il 6 novembre 2016, Lemire ha ricevuto nuovamente il riconoscimento come miglior scrittore di fumetti per le sue storie su Justice League United (DC Comics), All New Hawkeye e Extraordinary X-Men (Marvel Comics), Descender e Plutona (Image Comics), Book of Death: Fall of Bloodshot e Bloodshot Reborn (Valiant Entertainment)[43]. Ha inoltre ricevuto il The Doug Wright Award come Best Emerging Talent (o miglior talento emergente) e il prestigioso Alex Award della American Library Association, in quanto autore capace di realizzare libri per diverse fasce d'età (sia adolescenziali che più mature)[42]. Jeff è stato nominato per 7 volte agli Harvey Awards (fino al 2014) e 11 agli Shuster Awards (fino al 2016)[42][43].
- Nel 2017 ha vinto il prestigioso Eisner Comic Industry Award, considerato il premio Oscar per il fumetto, nella categoria Best New Series per Black Hammer, serie realizzata insieme al disegnatore Dean Ormston e pubblicata dalla Dark Horse Comics[22]. Si tratta di un premio dato alla miglior nuova serie, con periodicità regolare, uscita nel 2016[22]. L'Award è stato assegnato durante il Comic-Con di San Diego[22]. Durante la stessa premiazione Jeff si è visto candidato come miglior scrittore dell'anno per il suo lavoro sulle opere Black Hammer, Descender e Plutona (della Image Comics) e Bloodshot Reborn (per la Valiant Entertainment)[22]. Il premio è però andato a Brian K. Vaughan per il suo lavoro sulle serie Saga, Paper Girls e We stand on guard, tutte pubblicate dalla Image Comics[22]. Sempre nel 2017, durante la Forest City Comic Con in Ontario ha vinto nuovamente uno Shuster Award come miglior sceneggiatore di fumetti canadese[44].
- Nel 2019 si aggiudica l'Eisner Award nella categoria "Best New Series" (ovvero la miglior nuova serie regolare) per Gideon Falls realizzata insieme al disegnatore Andrea Sorrentino[45]. Si tratta del secondo premio in questa categoria dopo quello vinto nel 2017. Viene inoltre nominato come "Best Writer" per il suo lavoro su Black Hammer: Age of Doom, Doctor Star & The Kingdom of Lost Tomorrows, Quantum Age, Descender, Royal City e Gideon Falls[45]. Da notare che le prime tre opere fanno parte del "Black Hammer Universe" (anche denominato "Lemire-Universe") e sono pubblicate dalla Dark Horse Comics. Le altre tre sono pubblicate dalla Image Comics. Sempre nel 2019 diverse sue opere vengono inserite nella categoria 2019 Great Graphic Novels for Teens (o le migliori graphic novel per ragazzi del 2019) dalla Young Adult Library Services Association (o "Yalsa")[46]. Si tratta di una divisione della prestigiosa American Library Association (l'associazione delle librerie americane) che si dedica alla selezione della migliore Letteratura per ragazzi[46]. Lemire è tra gli autori di fumetti del mercato statunitense che più è presente nella lista di graphic novel e/o raccolte in volume (categoria fiction) suggerite a lettori teenager[46]. Queste sono: Black Hammer: The Event, (Vol.2), Descender, Volume 6: The Machine War, Royal City, Volume 2: Sonic Youth, Royal City, Volume 3: We All Float On[46].
- Nel dicembre 2019 la CBC Television, principale ed influente rete televisiva canadese, all'interno della rubrica Books of the Year, ha annunciato i migliori fumetti canadesi in accordo con la critica letteraria[47]. Il graphic novel Frogcatchers (scritto e disegnato da Lemire) viene inserito nella classifica[47]. Del fumetto viene apprezzato il riuscito connubio di tematiche quali: la meditazione, l'invecchiare, la memoria e l'adolescenza[47]. Topic per altro frequenti nelle opere dell'autore.
- Nel 2021 ottiene quattro nomination agli Eisner Award con le seguenti opere[48]: autore della Miglior Serie Regolare ("best ongoing series") per Gideon Falls con i disegni di Andrea Sorrentino, autore (con Tate Brombal) della Miglior Miniserie per Barbalien: Red Planet con i disegni Grabile Hernandez Walta, per il Miglior Graphic Novel di materiale già edito con la raccolta Black Hammer Library Edition Vol.2, come Miglior Scrittore ("Best Writer")[48].
- Nel 2021 la limited-series Barbalien: Red Planet, fumetto facente parte del Black Hammer Universe viene inserita nell'elenco delle Miglior serie o graphic novel dell'anno da parte del sito dedicato ai media e entertainment IGN[49]. Il titolo viene considerato uno dei migliori spin-off di Black Hammer finora pubblicati[49]. Viene sottolineata la lettura revisionista di un rifugiato marziano chiaramente ispirato dallo storico Martian Manhunter della DC Comics[49]. I testi sono di Jeff Lemire in collaborazione con Tate Brombal e i disegni sono di Gabriel Hernandez[49].
- Nel 2022 viene nominato agli Eisner Award e agli Harvey Awards nella categoria "Miglior Fumetto Digitale", distribuito dalla piattaforma Comixology Original. Jeff Lemire ne realizza i testi e Jock è l'artista responsabile dei disegni. Il titolo dell'opera è Snow Angels.
- Nel settembre del 2022 vengono nominati gli autori candidati al Mike Wieringo Comic Book Industry Awards i cui vincitori sono annunciati al Baltimore Comic-Con 2022. Jeff Lemire ottiene 3 nomination nelle seguneti categorie Miglior Autore Unico (fumettista scrittore e disegnatore della stessa opera), come Miglior Scrittore, come Miglior Copertinista. Sono tre riconoscimenti che vanno a premiare l'autore e che all'interno del Maike Wieringo Comic Industry Awards acquistano un particolare valore in quanto tale premiazione è propensa a valutare le capacità e il talento dei fumettisti. Il motivo è che  si vuole particolarmente rendere omaggio all'aspetto creativo dell'artista, omaggiando così lo stesso Mike Wieringo uno degli autori più promettenti della sua generazione ma spentosi precocemente all'età di 44 anni (nel 2007) con un potenziale ancora inespresso.

## Adattamenti in altri Media
- A fine 2018 l'opera Gideon Falls, pubblicata da Image Comics, viene opzionata per una serie televisiva dallo studio Hivemind dei produttori Sean Daniel, Jason Brown, Kathy Ling (proveniente dalla Bad Robot) e da Dinesh Shamdasani (ex CEO e Responsabile Creativo della Valiant Entertainment)[50]. L'acquisto dei diritti avviene dopo un'asta a cui hanno partecipato diversi studios, a dimostrazione dell'interesse suscitato dall'opera e dal suo autore Jeff Lemire[50]. Al momento dell'acquisizione da parete di Hivemind, la serie a fumetti è ancora in corso di pubblicazione[50].
- Nel novembre del 2018 la Legendary Pictures ha dichiarato di essere intenzionata a realizzare una serie televisiva e dei film cinematografici basati sul "Black Hammer Universe" creato da Lemire a partire dal 2015 e pubblicato dalla Dark Horse Comics[51]. La serie principale Black Hammer ha infatti generato diversi spin-off portando alla creazione di un nuovo universo supereroistico. Nelle intenzioni dell'autore e degli studios c'è quello di portare sia in televisione che sul grande schermo storie che siano interconnesse tra loro e creino un affresco narrativo coeso e coerente, caratterizzato dalla medesima continuity[51].
- A maggio 2020 la piattaforma streaming a pagamento Netflix annuncia di aver ordinato la produzione di un adattamento in serie televisiva dell'opera a fumetti Sweet Tooth, disponibile (prossimamente) in esclusiva per i suoi abbonati[52]. L'attore/produttore Robert Downey Jr. (celebre per il suo ruolo di Iron Man nel Marvel Cinematic Universe) è un grande estimatore della serie di Lemire e infatti la sua casa di produzione Team Downey (gestita insieme alla moglie Susan) cura la realizzazione della versione televisiva in collaborazione con la Warner Bros. Television[52]. Downey Junior aveva già tentato di portare avanti il progetto attraverso la piattaforma streaming Hulu nel 2018, la quale aveva ordinato un pilot dell'opera, poi cestinato[52]. Robert e Susan del Team Downey fungono da produttori esecutivi insieme ad Amanda Buller[52]. Gli showrunner sono Jim Mickle (nel ruolo anche di regista) e Beth Schwartz[52]. Il primo è stato il co-creatore della serie TV Hap and Leonard (durata 3 stagioni per SundanceTV, in Italia su Prime Video), adattamento degli omonimi romanzi di Joe R. Lansdale[52]. Beth Schwartz ha collaborato invece alla realizzazione degli show super eroistici Arrow e DC's Legends of Tomorrow (per The CW), adattamenti di serie e personaggi tratti dall'universo DC Comics.[52] Nello stesso mese dell'annuncio dell'adattamento di Sweet Tooth da parte di Netflix, Jeff Lemire posta un twit in cui annuncia che sta lavorando ad un sequel dell'opera a fumetti con il titolo (provvisorio) Sweet Tooth: The Return. Per l'occasione a postato anche una nuova tavola del fumetto per il quale non è stata inizialmente annunciata una data di pubblicazione ufficiale. Il debutto della serie, che ha mantenuto il titolo Sweet Tooth: The Return è poi avvenuto a novembre 2020 (data di distribuzione), pubblicata per DC Black Label con data di copertina gennaio 2021.